# Асакура, Нориюки
Нориюки Асакура (яп. 朝倉 紀行 асакура нориюки, род. 11 февраля 1954 года) — японский композитор и певец, известный благодаря созданию музыки к аниме Rurouni Kenshin, а также к видеоиграм Tenchu и Way of the Samurai. В его творчестве сочетается традиционная японская музыка, а также и классическая (академическая) музыка с элементами рока, джаза и других направлений.
В 80-х годах Асакура писал музыку для телевизионных передач и фильмов, ближе к началу 90-х работал с японскими поп-звездами. В 1995 году он прославился благодаря созданию музыки к аниме-сериалу Rurouni Kenshin, где сочетал традиционную музыку в духе классических фильмов дзидайгэки вместе с роком и другими направлениями. Кроме того, он является автором саундтрека к аниме Major, Ragnarok The Animation, Shakotan Boogie и Time Trouble Tondekeman!. Вопреки распространенному мнению, «Add’ua», песня-тема для первой и второй игры игры Tenchu была исполнена не на японском, а скорее на западноафриканском языке хауса. «Sadame», песня для Tenchu: Гнев Небес , и «Kurenai No Hana», песня для Tenchu: Fatal Shadows , исполнялись на японском языке. В настоящее время живёт в Токио и руководит собственной музыкальной студией под названием Mega-Alpha.